# Jordan (Nowy Jork)
Jordan – wieś w Stanach Zjednoczonych, w stanie Nowy Jork, w hrabstwie Onondaga.